# NGC 1609
NGC 1609 je galaksija u zviježđu Eridanu.

## Vanjske poveznice
- SEDS: NGC 1609